# Józef Szeliga
Józef Walenty Szeliga (* 2. února 1966, Pstragow, okres Řešov) je polský římskokatolický kněz působící v České republice, okrskový vikář litoměřického a ústeckého vikariátu, děkan v Litoměřicích, sídelní kanovník kapituly sv. Štěpána v Litoměřicích, od 3. dubna 2024 probošt litoměřické kapituly.

## Životopis
Narodil se v Pstragowe, okres Řešov v Polsku. V roce 1981 nastoupil na střední strojírenskou školu, kterou ukončil v roce 1986 maturitou.
Teologii začal studovat v polském v Przemyślu. Jáhenské svěcení přijal 5. března 1992. Dne 20. května 1992 získal titul magistr teologie a 11. června 1992 byl vysvěcen biskupem Kazimierzem Górnym v Rzestiwě. Tři roky působil jako kaplan ve farnosti Kamień v diecézi Řešov. Do České republiky přišel v roce 1995 na žádost litoměřického biskupa Josefa Koukla.
Nejprve působil jako farní vikář v Ústí nad Labem. Od 1. března 1996 byl kaplanem v Libochovicích a administrátorem excurrendo farností Třebenicka, od 1. září 1996 ještě administrátorem excurrendo farností Libochovicka.
Od roku 1998 studoval církevní právo, které zakončil 9. listopadu 2000 na Katolické univerzitě v Lublinu titulem magistr a získal licenciát kanonického práva s titulem ICLic.
Dne 10. listopadu 2002 byl jmenován děkanem v Libochovicích. Dne 1. března 2003 byl dále jmenován viceprezidentem Diecézní charity Litoměřice a od 1. října 2005 arciděkanem v Mladé Boleslavi. Dne 1. listopadu 2007 byl jmenován prezidentem Diecézní charity Litoměřice nejprve na dobu čtyř let. Funkci vykonával až do 30. června 2022.
Od 15. dubna 2010 působil na děkanství v Litoměřicích jako výpomocný duchovní a od 1. srpna 2010 byl jmenován děkanem této farnosti a okrskovým vikářem litoměřického a ústeckého vikariátu. V roce 2010 se také stal členem Kněžské rady a Sboru poradců (konsultorů) litoměřické diecéze.
26. prosince 2010 byl litoměřickým biskupem Janem Baxantem jmenován a 12. února 2011 instalován sídelním kanovníkem Katedrální kapituly u sv. Štěpána v Litoměřicích. Na základě tajné volby 14. března 2024 byl zvolen 61. proboštem litoměřické kapituly. Litoměřický biskup Stanislav Přibyl tuto volbu potvrdil.